# Canton d'Avignon-3
Le canton d'Avignon-3 est une circonscription électorale française située dans le département de Vaucluse, en région Provence-Alpes-Côte d'Azur.

## Histoire
Un nouveau découpage territorial de Vaucluse entre en vigueur à l'occasion des premières élections départementales suivant le décret du 25 février 2014. Les conseillers départementaux sont, à compter de ces élections, élus au scrutin majoritaire binominal mixte. Les électeurs de chaque canton élisent au Conseil départemental, nouvelle appellation du Conseil général, deux membres de sexe différent, qui se présentent en binôme de candidats. Les conseillers départementaux sont élus pour 6 ans au scrutin binominal majoritaire à deux tours, l'accès au second tour nécessitant 12,5 % des inscrits au 1er tour. En outre la totalité des conseillers départementaux est renouvelée. Ce nouveau mode de scrutin nécessite un redécoupage des cantons dont le nombre est divisé par deux avec arrondi à l'unité impaire supérieure si ce nombre n'est pas entier impair, assorti de conditions de seuils minimaux. En Vaucluse, le nombre de cantons passe ainsi de 24 à 17.
Le canton d'Avignon-3 est formé d'une commune de l'ancien canton d'Avignon-Est et d'une fraction d'Avignon. Il est entièrement inclus dans l'arrondissement d'Avignon. Le bureau centralisateur est situé à Avignon.

## Représentation
| Période élective | Période élective | Mandat | Mandat    | Identité        | Nuance | Nuance | Qualité                                                                                  |
| ---------------- | ---------------- | ------ | --------- | --------------- | ------ | ------ | ---------------------------------------------------------------------------------------- |
| 2015             | 2021             | 2015   | 2021      | André Castelli  |        | PCF    | Adjoint au maire d'Avignon Ancien conseiller général du Canton d'Avignon-Est (1998-2015) |
| 2015             | 2021             | 2015   | 2021      | Delphine Jordan |        | PCF    | Professeure des écoles                                                                   |
| 2021             | 2028             | 2021   | juin 2023 | André Castelli  |        | PCF    | Conseiller sortant Démissionnaire                                                        |
| 2021             | 2028             | 2021   | en cours  | Annick Dubois   |        | PS     | Ancienne secrétaire médicale Conseillère municipale de Morières-lès-Avignon              |
| 2021             | 2028             | 2023   | en cours  | Rémy Blanc      |        | PCF    | Professeur des écoles Ancien conseiller municipal de Morières-lès-Avignon                |

### Résultats détaillés

#### Élections de mars 2015
À l'issue du 1er tour des élections départementales de 2015, deux binômes sont en ballottage : Philippe Lottiaux et Sylvie Saint-Jean (FN, 39,62 %) et André Castelli et Delphine Jordan (FG, 37,74 %). Le taux de participation est de 53,04 % (12 130 votants sur 22 868 inscrits) contre 54,43 % au niveau départemental et 50,17 % au niveau national.
Au second tour, André Castelli et Delphine Jordan (FG) sont élus avec 52,12 % des suffrages exprimés et un taux de participation de 57,21 % (6 327 voix pour 13 082 votants et 22 868 inscrits).

#### Élections de juin 2021
Le premier tour des élections départementales de 2021 est marqué par un très faible taux de participation (33,26 % au niveau national). Dans le canton d'Avignon-3, ce taux de participation est de 32,39 % (7 613 votants sur 23 505 inscrits) contre 34,94 % au niveau départemental. À l'issue de ce premier tour, deux binômes sont en ballottage : Anne-Sophie Rigault et Grégoire Souque (RN, 46,9 %) et André Castelli et Annick Dubois (Union à gauche, 39,75 %).
Le second tour des élections est marqué une nouvelle fois par une abstention massive équivalente au premier tour. Les taux de participation sont de 34,36 % au niveau national, 38,18 % dans le département et 36,09 % dans le canton d'Avignon-3. André Castelli et Annick Dubois (Union à gauche) sont élus avec 50,78 % des suffrages exprimés (4 081 voix pour 8 484 votants et 23 505 inscrits),,.

## Composition
| Nom                             | Code Insee | Intercommunalité | Superficie (km2) | Population (dernière pop. légale)                | Densité (hab./km2) | Modifier                                    |
| ------------------------------- | ---------- | ---------------- | ---------------- | ------------------------------------------------ | ------------------ | ------------------------------------------- |
| Avignon (bureau centralisateur) | 84007      | CA Grand Avignon | 64,91            | Fraction : 29 742 (2022) Commune : 91 760 (2022) | 1 414              | modifier les données · modifier les données |
| Morières-lès-Avignon            | 84081      | CA Grand Avignon | 10,35            | 8 996 (2022)                                     | 869                | modifier les données · modifier les données |
| Canton d'Avignon-3              | 8404       |                  |                  | 38 738 (2022)                                    |                    | modifier les données                        |

Le canton d'Avignon-3 comprend :
1. une commune entière,
2. la partie de la commune d'Avignon non incluse dans les cantons d'Avignon-1 et d'Avignon-2.

## Démographie
En 2022, le canton comptait 38 738 habitants, en évolution de +5,98 % par rapport à 2016 (Vaucluse : +1,73 %, France hors Mayotte : +2,11 %).
| 2013   | 2018   | 2022   |
| ------ | ------ | ------ |
| 34 938 | 36 887 | 38 738 |